# Ходаков, Александр Георгиевич
Алекса́ндр Гео́ргиевич Ходако́в (род. 8 марта 1952) — советский, российский дипломат. Чрезвычайный и полномочный посол (2000).

## Биография
Окончил МГИМО МИД СССР (1974). На дипломатической работе с 1974 года.
- В 1974—1979 годах — сотрудник центрального аппарата МИД СССР, посольства СССР в Габоне.
- В 1985—1991 годах — сотрудник Постоянного представительства СССР при ООН в Нью-Йорке.
- В 1991—1992 годах — заведующий сектором Договорноправового отдела МИД России.
- В 1992—1994 годах — заместитель директора Правового департамента МИД России.
- В 1994—1998 годах — директор Правового департамента МИД России.
- С 12 сентября 1995 по 6 июля 1998 года — член коллегии МИД России[1][2].
- С 17 апреля 1998 по 20 августа 2003 года — чрезвычайный и полномочный посол Российской Федерации в Нидерландах и постоянный представитель при Организации по запрещению химического оружия в Гааге (ОЗХО) по совместительству[3][4].

## Дипломатический ранг
- Чрезвычайный и полномочный посланник 2 класса (1 октября 1993)[5].
- Чрезвычайный и полномочный посланник 1 класса (10 декабря 1995)[6].
- Чрезвычайный и полномочный посол (30 октября 2000)[7].

## Награды
- Медаль ордена «За заслуги перед Отечеством» II степени (21 июня 1996 года) — за заслуги перед государством, большой вклад в проведение внешнеполитического курса и обеспечение национальных интересов России, мужество и самоотверженность, проявленные при исполнении служебного долга[8]

## Мемуары
- «Дипломатическая кухня». — Москва: ЛитРес, 2019. — 610 с. — (Литература, История). — ISBN 978-5-532-09343-0.
- «La Cuisine diplomatique». — LIBRINOVA, 2020. — 893 с. — ISBN 979-1026269342.